# Emmanuelle 6.
Az Emmanuelle 6. (franciául: Emmanuelle 6) egy 1988-ban bemutatott francia softcore erotikus film, amelyet Bruno Zincone rendezett, Natalie Uher osztrák színésznő főszereplésével.

## Gyártás
A forgatókönyvet a kultikus erotikushorror-specialista, Jean Rollin írta Emmanuelle Arsan Emmanuelle: Egy nő örömei című regénye alapján. A forgatás helyszíne Venezuela volt. Bár a kemény jeleneteket azért forgatták le, hogy az eredeti 1974-es verzió remake-jét még eladhatóbbá tegyék, mégsem használták fel egyetlen ismert elérhető vágásban sem, kivéve a francia VHS-verziót, amely 10 perccel hosszabb.

## Cselekmény
Emmanuelle (Natalie Uher) elveszítette emlékező képességét. A pszichiátrián emlékei fokozatosan visszatérnek: Néhány héttel korábban egy luxusjachton utazik, a világ legszebb manökenjeinek egyikeként, nagy értékű ékszerekkel és divatbemutatóra készült ruhamodellekkel. Biztonságukra kísérőjük, Benton ügyel. Harrison, a hajó kapitánya megpróbálja megerőszakolni Emmanuelle-t, de Uma, a szökött indián rabszolgalány, aki Emmanuelle kabinjában rejtőzött el, megmenti. Harrison kapitány és cinkosai elrabolják az ékszereket, túszul ejtik Bentont és a lányokat, és az Amazonas őserdőibe hurcolják őket.
Emmanuelle-t és a lányokat Harrison eladja a rabszolgapiacon. Uma kiszabadítja Bentont, és segítségül hívja saját indián törzsét. Az indiánok megtámadják a rabszolgapiacot, megölik Harrisont és bűnöző társait. Emmanuelle pánikba esve a dzsungelbe menekül, ahol teljes testi és lelki kimerültségben, kiesett emlékezettel találnak rá, így kerül a pszichiátriára, ahol Benton és Uma segítségével visszanyeri régi önmagát.

## Szereposztás
| Szerep                 | Színész                                 | Magyar hangja |
| ---------------------- | --------------------------------------- | ------------- |
| Emmanuelle             | Natalie Uher                            | N/A           |
| Dr. Simon professzor   | Jean-René Gossart                       | N/A           |
| Robert Benton          | Thomas Obermuller                       | N/A           |
| Tony Harrison kapitány | Gustavo Rodríguez                       | N/A           |
| Uma                    | Tamira                                  | N/A           |
| Rita                   | Haydée Balza                            | N/A           |
| Carlos                 | François Guerrar (Hassan Guerrar néven) | N/A           |
| Morales                | Luis Carlos Mendes                      | N/A           |